# Comamonas
Comamonas es un género de bacterias gramnegativas de la familia Comamonadaceae. Fue descrito en el año 1985. Su etimología hace referencia a una célula con flagelo. El nombre se propuso inicialmente en 1962. Son bacterias aerobias y en general móviles por flagelo polar. Crecen en forma individual o en parejas. Es un género de bacterias ambientales, siendo la mayoría de las especies aisladas de suelos, lodos y aguas. Por otro lado, algunas especies como Comamonas odontotermitis y Comamonas piscis se han aislado del intestino de animales.
Algunas otras especies pueden causar infecciones en humanos, siendo la más frecuente Comamonas testosteroni, aunque también hay descritos aislamientos humanos de C. kerstersii, C. thiooxydans y C. aquatica.

## Taxonomía
Actualmente hay 24 especies descritas de Comamonas:
- Comamonas aquatica
- Comamonas aquatilis
- Comamonas badia
- Comamonas composti
- Comamonas denitrificans
- Comamonas fluminis
- Comamonas granuli
- Comamonas guangdongensis
- Comamonas humi
- Comamonas jiangduensis
- Comamonas kerstersii
- Comamonas koreensis
- Comamonas nitrativorans
- Comamonas odontotermitis
- Comamonas phosphati
- Comamonas piscis
- Comamonas sediminis
- Comamonas serinivorans
- Comamonas suwonensis
- Comamonas terrae
- Comamonas terrigena
- Comamonas testosteroni
- Comamonas thiooxydans
- Comamonas zonglianii